# الکساندر بوتنر
الکساندر بوتنر (هلندی: Alexander Büttner؛ زادهٔ ۱۱ فوریهٔ ۱۹۸۹) بازیکن فوتبال اهل هلند است که برای باشگاه فوتبال دی گرافشاپ بازی می‌کند. پست وی مدافع چپ است.

## دوران باشگاهی

### ویتس آرنهم
بوتنر اولین گل خود در لیگ را در بازی خانگی برابر اف‌سی وولندم در جریان پیروزی ۳–۱ به ثمر رساند.

### منچستر یونایتد
در ششم ژوئیه ۲۰۱۲ باشگاه ویتس با رقم پیشنهادی تیم لیگ برتری ساوت‌همپتون موافقت کرد و بوتنر در تست پزشکی باشگاه نیز شرکت کرد اما در تست پزشکی باشگاه رد شد، که به گفته مطبوعات انگلیسی دلیل اصلی آن افزایش مبلغ درخواستی فیسته بوده‌است. در اوت ۲۰۱۲ باشگاه منچستر یونایتد بعد از گرفتن تست پزشکی از بوتنر با این بازیکن قرار داد رسمی امضا کرد.

## دوران ملی
در هفتم می ۲۰۱۲ بوتنر یکی از سی و شش بازیکنی بود که در لیست مربی هلندی، برت فن مارویک، برای یورو ۲۰۱۲ قرار گرفت اما از لیست نهای خط خورد.
بوتنر همچنین سابقه بازی برای تیم ملی هلند زیر ۱۹ سال و زیر ۲۰ را نیز دارد.